# Eva Carneiro
Eva Carneiro (Gibilterra, 30 settembre 1973) è un medico gibilterriano, nota per essere stata la responsabile dell'area medica del Chelsea dal 2009 al 2015.

## Biografia
Nata a Gibilterra da padre spagnolo e madre inglese, all'età di sedici anni decise di diventare un medico dello sport. Dopo aver studiato medicina all'Università di Nottingham, frequentò per due anni l'Australasian College of Sports Physicians di Melbourne e ottenne il Master of Science in sport e scienze motorie presso l'università Queen Mary di Londra.
Poco dopo aver ultimato i suoi studi venne assunta dal West Ham United, dove rimase poco tempo. In seguito lavorò presso l'azienda sanitaria locale di Islington e successivamente fu inclusa nel programma specialistico di allenamento sportivo che avrebbe dovuto preparare gli atleti britannici in vista delle Olimpiadi estive del 2008. Per un breve periodo inoltre fece parte dello staff medico della Nazionale femminile inglese.
Nel 2009 approdò al Chelsea, dove nei primi due anni lavorò con la squadra riserve; in questa fase collaborò con l'allenatore André Villas-Boas, il quale, quando nel 2011 divenne il tecnico della prima squadra dei Blues, la promosse a responsabile dell'intera area medica del team londinese. Dopo la fine dell'esperienza di Villas-Boas al Chelsea, venne confermata nel suo ruolo anche dai successori Roberto Di Matteo, Rafael Benítez e José Mourinho. Nel corso della stagione 2014-2015 la Carneiro ricevette insulti sessisti da parte dei tifosi di Arsenal, Manchester City e Manchester United.
Al termine della prima giornata del campionato 2015-2016 venne fortemente criticata proprio da Mourinho (il quale già alcuni mesi prima aveva rivolto critiche allo staff medico del Chelsea) per aver gestito, durante la partita contro lo Swansea City, un lieve acciacco occorso all'attaccante belga Eden Hazard in un modo, a detta dell'allenatore, eccessivo ed errato: in tale occasione l'intervento dello staff medico provocò un forte ritardo nella ripresa della partita e, dal momento che un giocatore che riceve assistenza medica deve necessariamente uscire dal terreno di gioco, il Chelsea, che già si trovava in inferiorità numerica in quanto in precedenza era stato espulso il portiere Thibaut Courtois, rimase per tale lasso di tempo con soli 9 uomini in campo. Molti tifosi espressero la loro solidarietà alla dottoressa, che il 10 agosto 2015 ringraziò quanti l'avevano supportata con un post sul suo profilo Facebook.
In conseguenza di ciò i rapporti con l'allenatore portoghese e con la squadra britannica precipitarono e la Carneiro, dapprima esclusa dalla panchina - insieme al fisioterapista Jon Fearn - nella sfida contro il Manchester City del successivo 16 agosto, concluse la sua collaborazione col Chelsea il 22 settembre. La dottoressa denunciò sia la società per l'esonero, a suo dire ingiustificato, sia Mourinho, accusato di aver pronunciato frasi sessiste nei suoi confronti: per poco più di un mese le due parti tentarono di arrivare ad un accordo, ma il 30 ottobre la Carneiro rifiutò un risarcimento di 100.000 sterline e decise di portare in tribunale la causa.
Il 16 agosto 2015, nel bel mezzo del polverone mediatico suscitato della crisi della sua collaborazione col Chelsea, il tabloid The Sun intervistò un ex fidanzato della Carneiro, Rupert Patterson-Ward, il quale affermò che la dottoressa gli avrebbe confidato di aver avuto un flirt con un calciatore dei Blues. Il 7 giugno 2016 accetta di patteggiare con il Chelsea in tribunale incassando un indennizzo pari a 1,5 milioni di euro (1,2 mln di sterline) per chiudere la vicenda processuale, evitando così a Mourinho di essere processato per gli insulti sessisti che a suo dire erano a lei diretti durante una partita di Premier League.